# Hala Traian din București
Hala Traian din București este un monument istoric aflat pe teritoriul municipiului București.
Hala Traian, operă a arhitectului italian Giulio Magni, proiectată după modelul halelor pariziene, din metal și cărămidă, a fost inaugurată în 1896 în Cartierul Evreiesc al Bucureștilor. Vechea configurație cuprindea parter și subsol, magazine de carne, legume, coloniale etc. și scări care coborau de la parter la subsol, unde existau bazine pentru pește viu, depozite, ventilatoare pentru aerisire și utilaje frigorifice.